# Hamarstammen
Hamarstammen (Hamer) er et samfund ved Omo-floden i sydvestlige Etiopien. Den bor i Hamer woreda (eller distrikt), en frodig del af Omo-flodedalen i Debub Omo Zonen i Southern Nations, Nationalities og Peoples Region (SNNPR).

## Levebrød
De er kvæg-nomader, og deres kultur lægger stor vægt på kvæget.

## Uddannelse
Den assisterende administrator af Hamer Bena, Ato Imnet Gashab, har fortalt, at kun seks stammeledere nogensinde har afsluttet en gymnasial uddannelse.

## Befolkning
Den nationale folketælling i 2007 talte 46.532 medlemmer af Hamarstammen; de 957 boede i byer. Langt hovedparten (99,13%) bor i SNNPR.

## Skikke
Som led i manddomsprøver skal en ung mand løbe over en række af køer. Men inden da skal han forbi store grupper af kvinder, som hopper og danser mens de blæser på trompeter, så køerne bliver bange. Kvinderne har lange pinde til at piske den unge mand til blods, så han kan få store smukke ar på ryggen.